# Joseph Robert Aubry-Patas
Joseph Robert Aubry-Patas, né le 27 novembre 1751 à Tours, mort le 19 juin 1832 à Tours, est un homme politique français. Il fut maire de Tours de 1801 à 1803.

## Biographie
D'une famille de magistrats, Joseph Robert Aubry naît le 27 novembre 1751 à Tours, de Joseph Jean Aubry (1719-1763), seigneur du Plessis, de Réchaussé et de la Bouchardière, premier président du bureau des finances à Tours et maire de Tours, et de Catherine Verrier. Son grand-père, Joseph Aubry (1685-1751), seigneur du Plessis, de la Chassetière et de Réchaussé, sera également premier président du bureau des Finances à Tours et maire de Tours, et le frère de celui-ci, Charles-Léonor Aubry, sera fait marquis de Castelnau. Il est également le cousin du poète Pierre Cyprien Aubry (1745-1823) et du général François Aubry (1747-1798). 
Marié à Alexandrine-Julienne Patas, petite-fille du maire Nicolas Christophe Patas et nièce de Bernard-Prudent Bruley, il est le beau-père de François Lebreton de Vonne.
Premier président du bureau des finances de la généralité de Tours de 1779 à 1790, il devient également conseiller de préfecture. Dès 1800, il devient adjoint à la mairie de Tours,. L'année suivante, il accède à la fonction de maire de Tours. Il occupera cette fonction jusqu'en 1803,. Par la suite, il fut conseiller municipal en l'an XIII et conservera cette fonction jusqu'en 1831 (voire 1832),.
Membre de la Société d'agriculture, sciences, arts et belles-lettres d'Indre-et-Loire, il s'occupe de travaux d'agronomie dans ses terres.
Il meurt le 19 juin 1832 à Tours à l'âge de 80 ans.

## Pour approfondir